# Коцко Адам
Адам Здислав Коцко (23 грудня 1882, с. Шоломия або Шоломинь, нині Пустомитівський район, Львівська область — 1 липня 1910, Львів) — діяч українського студентського руху в Галичині, борець за український університет у Львові.

## Життєпис
Адам Коцко народився 23 грудня 1882 року в селі Шоломия Бобрецького повіту, тепер Пустомитівський район Львівської області в сім'ї Андрія Коцка і Соломії (Саломеї) з роду Павліковських. Охрестив його аж через три місяці — 25 березня 1883 року греко-католицький священник і парох храму святого пророка Іллі в Шоломиї о. Олександр Радзикевич. При хрещенні отримав подвійне ім'я Адам Здіслав.
Сім'я Коцків у пошуках кращого життя переїхала до Бережан, далі в Бучач, а 1901 року — до Львова. Батько Адама працював у страховому товаристві «Дністер» переписувачем документів, а мати походила з польської родини та була домогосподаркою. Прадід по матері брав участь у Листопадовому повстанні.
Через часті переїзди родини Адам спочатку навчався у Бережанській та Бучацькій гімназіях. Брат був чотарем УГА, служив, зокрема, у 1-й сотні Літунського полку в (Дулібах, тепер Стрийський район).
У 1905 році Адам Коцко закінчив Академічну гімназію у Львові. Був членом театрального гуртка, його малярські твори історичної тематики експонувались у приміщеннях Академічної гімназії. 1905 року вступив на правничий факультет Львівського університету. Здійснив багато подорожей по Галичині та Наддніпрянській Україні, розповіді про які вміщував у львівських газетах.
Адам Коцко був членом українського академічного молодіжного товариства «Вільна громада» і товариства робітників «Воля».
Побував в Америці разом із заробітчанами, після чого у газеті «Громадський голос» опублікував враження від поїздки.
У 1906 році був поранений у Львівському університеті під час сутички між польськими та українськими студентами. 1907 року через участь у демонстраціях українських студентів, що вимагали створення українського університету, був заарештований. Через голодування його звільнили.
1 липня 1910 року українцями було заплановане віче, проведенню якого намагалися завадити поляки, спорудивши в приміщенні Університету барикади. Їхньою головною метою було перешкодити українським студентам вийти з Університету й таким чином зірвати запланований похід вулицями Львова. Після спорудження поляками барикад почались сутички, під час яких поляки почали використовувати зброю. Перестрілку зупинила поліція, яка прибула через 15 хв. В результаті 28 осіб було поранено.
Адам Коцко був важко поранений у голову польськими шовіністами. Помер через 9 годин на руках у своєї матері.
Василь Мудрий згадує про це віче та вбивство Коцка в своїх спогадах про Український таємний університет у Львові. Він також згадує, що студент Леонтович був важко пораненим в ногу під час сутичок.
Поліція заарештувала 127 українців, у тому числі шістьох дівчат. Зі студентів-поляків не затримали жодного, лише записали їхні домашні адреси після чого відпустили.
Похорони Адама Коцка 4 липня 1910 року вилилися у багатотисячну маніфестацію. Він був похований на Личаківському цвинтарі (поле № 5, поряд могила Аполлона Ничая). Промови біля могили Адама Коцка тривали близько шести годин. Слова прощання над могилою студента промовили Кость Левицький, Михайло Грушевський, Кирило Трильовський, Осип Назарук та Лонгин Цегельський.
З повідомлень української львівської преси
«Сьогодня, в п'ятницю рано, полилась кров на львівському університеті. Багато академіків тяжко і легко поранених. Академік Адам Коцко вбитий бровнінгом. Українська академічна молодіж зібралась сьогодня о год. пів до дев'ятої в III залі університету, щоби запротестувати проти ігнорованя правительством справи українського університету. Як відомо, при останній бюджетовій дебаті, презес кола польського посол Гломбінський заявив у своїй промові, що польське коло не може згодитись на вилученє існуючих українських катедр на львівському університеті в окреме тіло, котре мало би бути переходовим станом до самостійного українського університету. Австрійське правительство, повинуючись волі кола польського, перестало відтоді конферувати з українською парламентарною репрезентацією, не хотячи тим самим й чути про здійсненє бодай в частині домагань всього українського народу в справі українського університету. Се провокаційне становище правительства і кола польського дало причину до того, що українські посли заявили, що будуть ставити перешкоди в справі креованя італійського правничого факультету у Відні. Се провокаційне становище нинішнього правительства Бінерта-Штірка і кола польського відчуло діймаючо українське студентство. Висловом його обуреня було нинішнє демонстраційне віче на університеті, а епілогом віча — труп і кільканайцять тяжко і легше ранених.
Віче на університеті.
О год. пів до 9 відбуло около 300 українських академіків віче в III салі університету в цілі запротестованя проти ігноровання і легковаженя міністерством просвіти справи українського університету. Віче відбувалося зовсім спокійно. Коли зближалось воно до кінця і українські академіки хотіли спокійно опустити університет, долетіли до салі вічовиків голоси і крики вшехпольської молодіжи, котра заскочена українським вічем прийшла на університет у невеликій кількості.
Барикади.
Група вшехпольської молодіжи разом з педелями старалась спершу перешкодити вічу. Бачачи, одначе, перевагу чисельну українських академіків, кинулася до будови барикад. На відголос тріску і ломоту лавок та криків вшехполяків кинулась частина української молодіжи, щоби перешкодити в будові барикад.
Стріли револьверові.
Прийшло до бійки на палиці і поліна. Почали падати з обох сторін поліна. Втім, як запевняють найбільше категорично учасники подій академіки тов. Осип Охримович і Ревюк, впали зі сторони вшехпольської молодіжи револьверові стріли.
Труп і ранені.
Страшна хвиля… Академік Адам Коцко, симпатик нашої партії, що стояв на самім переді української молодіжи, поцілений кулею бравнінга повалився на землю. Стрілів впало з обох сторін около 50. Між українською молодіжею ранено кількох тяжко (один в голову, а один в коліно), а кільканадцять легко. Ранено також легко в голову кількох педелів і кількох польських академіків…»

## Вшанування пам'яті
У 1912 році на могилі Адама Коцка встановили величну статую «скорботна Мадонна», привезену з Німеччини.
У 1954 році «Мадонна» авторства скульптора Гейлінга зникла з постаменту. Скульптура впродовж 35-ти років у Ризі прикрашала могилу письменниці Лілії Мартінсон. Львівський інженер-поліграфіст Георгій Винниченко ще у 1960-х роках розшукав її. У 1968 році на цій підставі обласна організація Українського товариства охорони пам'яток історії та культури звернулася до прокуратури Латвійської РСР з клопотанням про повернення пам'ятки, але отримала відмову. Лише у грудні 1989 року статую повернули до Львова, а 1 липня 1990 року її вмонтували на могилу Адама Коцка.
- Одна з вулиць Львова названа іменем Адама Коцка.
- В основу детективної повісті Р. Коритка «Таємниця скульптора Гейлінга» («Тріада плюс», 2014) лягла історія із викрадення символічної фігури з могили А. Коцка.
- Носковський Зенон ініціював встановлення пам'ятного дерев'яного хреста А. Коцку у селі Сороки[8]
- У 1915 році у м. Вінніпег відкрили Бурсу імені Адама Коцка.[9]

## Світлини

Тіло мертвого Адама Коцка із слідами від кулі на голові
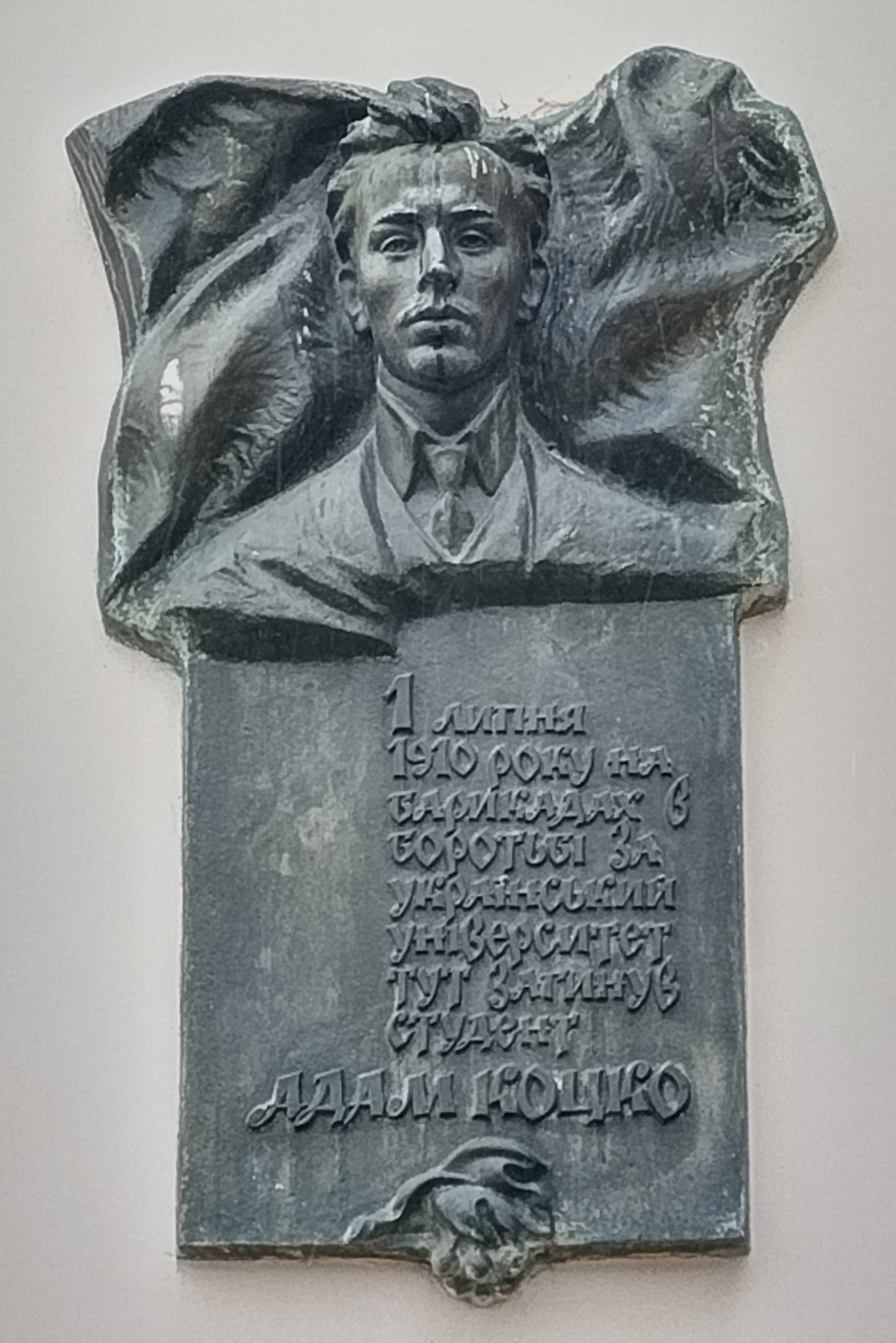
Меморіальна дошка Адаму Коцку на фасаді будівлі геологічного та біологічного факультетів ЛНУ
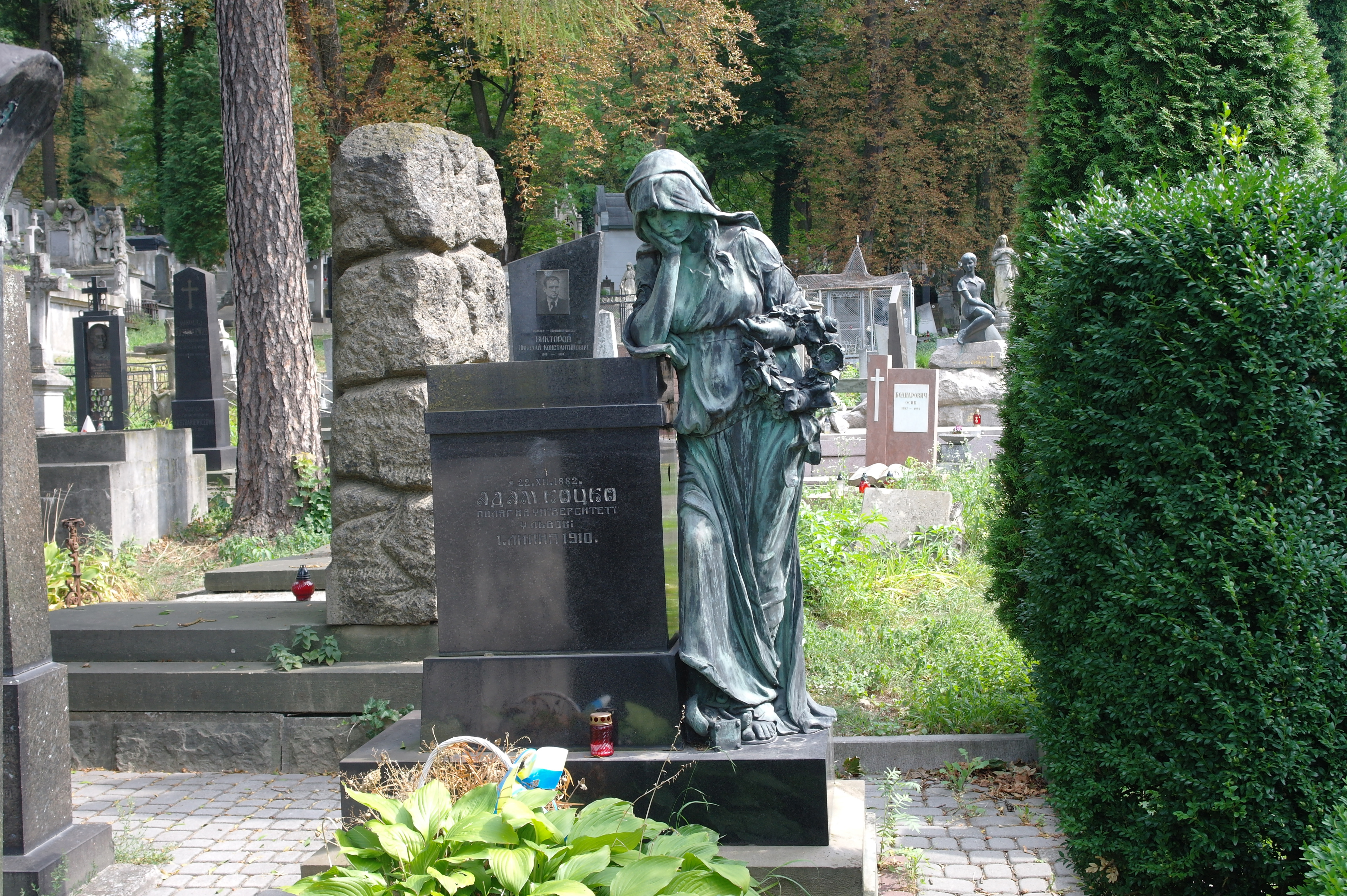
Надгробок Адама Коцка на Личаківському цвинтарі (2015)